# Ulica Dereniowa w Warszawie
Ulica Dereniowa – ulica w dzielnicy Ursynów w Warszawie.

## Nazwa
Nazwa pochodzi od rodzaju krzewu dereń i została nadana uchwałą z dnia 5 maja 1960 mokotowskiej ulicy (dotychczas bez nazwy, figurującej w ewidencji pod numerem 124) na terenach Służewa Nowego biegnącej w kierunku północnym od ówczesnego przebiegu ulicy Cynamonowej, równolegle (po zachodniej stronie) do ówczesnej ulicy Rybałtów, i do tej ostatniej dochodzącej. Prawdopodobnie nie była ona realnie umotywowana, podobnie jak w przypadku większości spośród kilkuset przyrodniczych nazw ulic w Warszawie, wpisywała się jednak w system nazewniczy okolicznych ulic na terenach Służewa Nowego (ulice: Śliwy, Pigwy, Porzeczkowa).

## Położenie
Współcześnie ulica ma długość niecałych 1300 metrów i wraz z ul. Stryjeńskich tworzy jedną z głównych południkowych arterii komunikacyjnych dzielnicy. Rozpoczyna się od ronda u z zbiegu z ulicami Płaskowickiej i Stryjeńskich, następnie biegnie w kierunku północno-zachodnim i kończy się na skrzyżowaniu z ul. Ciszewskiego.
Przed wybudowaniem al. KEN ulica Dereniowa wraz z ul. Stryjeńskich stanowiła główny ciąg komunikacyjny łączący Ursynów z pozostałymi częściami Warszawy (drugą taką arterię stanowiła ul. Rosoła we wschodniej części dzielnicy). Po oddaniu do użytku al. KEN znaczenie tej arterii zmalało.
Ulicą przebiegają trasy kilku linii autobusowych.

## Ważniejsze obiekty
- Radio Jutrzenka (nr 4)
- Dom Kultury Imielin (nr 6)
- Parafia i kościół św. Tomasza Apostoła (nr 12)
- Krajowe Centrum Przeciwdziałania Uzależnieniom (nr 52/54)